# Javi Ros
Javier Ros Añón(Tudela, Navarra, 16 de febrero de 1990) es un exfutbolista español que jugaba en la posición de centrocampista. Su último equipo fue el C. F. Rayo Majadahonda, en el que se retiró tras una lesión de rodilla.

## Trayectoria

### Real Sociedad
Nacido en la localidad navarra de Tudela. Es hermano del exfutbolista profesional Iñigo Ros que jugó varias temporadas en la Real Sociedad "B". A pesar de vivir a más de 500 kilómetros de San Sebastián, era seguidor de la Real Sociedad desde los 8 años de edad, cuando su hermano mayor Iñigo fichó por los juveniles de la Real Sociedad. Su familia, ya tenía con anterioridad ciertos vínculos afectivos por la Real, debido a que su madre es hija de guipuzcoanos. 
Los ojeadores de la Real Sociedad en Elche lo ficharon teniendo Ros 12 años de edad. Javi Ros estuvo 4 años recorriendo varias veces a la semana en taxi los 550 kilómetros que separaban su casa de Zubieta. Con 16 años de edad pasó a vivir en un colegio mayor de San Sebastián.
Debut con el primer equipo
Siendo todavía un jugador de categoría juvenil con 17 años de edad, Juanma Lillo lo probó en partidos amistosos con el primer equipo. En la temporada 2008-09 debutó con la Real Sociedad "B" en la Segunda División B, haciéndose con un puesto en el once titular del filial. Esa temporada el filial realista perdió la categoría.
El entrenador Juanma Lillo integró a Javi Ros en el primer equipo de la Real Sociedad a finales de esa temporada. Lillo hizo debutar a Ros en Segunda División con la Real el 23 de mayo de 2009, frente a la U. D. Salamanca. En los 4 partidos restantes hasta finalizar la temporada, Ros fue titular en el centro del campo de la Real. Fue en mayo de 2009 cuando Ros prolongó su contrato con la Real Sociedad hasta 2014.
Vuelta al filial y cesión en Eibar
Ros realizó la pretemporada 2009-10 con el primer equipo, pero el nuevo entrenador realista, Martín Lasarte, consideró que la posición de Ros en el campo quedaba cubierta con otros jugadores y decidió que volviera al filial, que competía esa temporada en la Tercera División Española.
A mitad de temporada, en enero de 2010, Ros fue cedido a la S. D. Eibar, que jugaba en la Segunda División B. En su partido de debut con el Eibar, entró como sustituto y a los pocos minutos marcó un gol de cabeza en un córner que supuso un importante empate frente a un rival directo por el ascenso como era el Palencia C. F.- Posteriormente Ros se convirtió en titular habitual y el Eibar se clasificó para el play-off de ascenso, pero no ascendió. Además de como medio centro fue alineado como lateral en algún partido. Con el Eibar jugó 16 partidos de Liga y 4 de play-off; y marcó 1 gol.
En la temporada 2010-11, con la Real Sociedad ascendida de nuevo a la Primera División de España, Ros volvió a realizar la pretemporada con el primer equipo a las órdenes de Martín Lasarte. Sin embargo Lasarte volvió a preferir a otros jugadores y Ros no contó muchos minutos. La temporada 2010-11 la jugó en su totalidad en la Segunda División B con la Real Sociedad "B". Con Ros la Real Sociedad B logró acabó en la mitad de la tabla.
La temporada 2011-12 se produjo un nuevo cambio de entrenador en la Real Sociedad. El francés Philippe Montanier tuvo a Javi Ros a sus órdenes durante la pretemporada. Pero de nuevo, Ros fue descartado y permaneció en las filas del filial, que consiguió mantenertse en segunda división B. A lo largo de la temporada Ros fue convocado en varias ocasiones para jugar con el primer equipo y estuvo en el banquillo en algún partido, pero no llegó a debutar en toda la temporada con la primera plantilla.
Jugador de la primera plantilla
Nada más terminar la temporada 2011-12 se anunció finalmente que Ros realizaría la siguiente pretemporada con el primer equipo y que además tendría una ficha de la primera plantilla. El jugador navarro recibió el dorsal número "23". 
Debutó en la Primera División de España en la primera jornada de la temporada 2012/13, en una derrota de la Real Sociedad por 5:1 frente al F. C. Barcelona. Ros fue el jugador de la primera plantilla de la Real Sociedad que jugó menos minutos a lo largo de la temporada, disputando 70 minutos en toda la campaña de Liga, repartidos en 6 partidos en los que siempre salió como sustituto. En Copa del Rey jugó como titular todo el partido de la ida de la eliminatoria con el Córdoba en el que la Real Sociedad fue derrotada por 2 a 0. En toda la segunda vuelta solo llegó a jugar 2 minutos en el partido de la Real Sociedad frente al Sevilla en la jornada 36. Además de los 7 partidos que jugó estuvo convocado en otros 17 (16 de Liga y 1 de Copa), en los que no llegó a jugar.

### Real Mallorca y Real Zaragoza
En 2014 fichó por el R. C. D. Mallorca. En enero de 2016, tras romper la vinculación que le unía al Mallorca hasta final de esta temporada, fichó por el Real Zaragoza.
El 30 de enero de 2022 fue cedido por el conjunto maño a la S. D. Amorebita hasta el final de la temporada. El 16 de julio de ese año se anunció la rescisión de su contrato, al que le restaba una temporada, tras 160 partidos, 14 goles y siete temporadas en el cuadro aragonés, del que fue capitán.

### Badajoz y Majadahonda
El 26 de agosto se hizo oficial su fichaje por el C. D. Badajoz que competía en la Primera Federación. En el primer tramo de la temporada disputó quince partidos y antes de acabar el año el club comunicó su salida. Entonces firmó hasta 2024 con el C. F. Rayo Majadahonda.

### Retirada
El 24 de mayo de 2024, tras un nueva lesión de rodilla, anunció su retirada del fútbol profesional.

## Estadísticas
| Club                            | Div.          | Temporada     | Liga  | Liga  | Copa nacional | Copa nacional | Copa internacional | Copa internacional | Total | Total |
| Club                            | Div.          | Temporada     | Part. | Goles | Part.         | Goles         | Part.              | Goles              | Part. | Goles |
| ------------------------------- | ------------- | ------------- | ----- | ----- | ------------- | ------------- | ------------------ | ------------------ | ----- | ----- |
| Real Sociedad "B" · España      | 2.ª B         | 2008-09       | 32    | 3     | ―             | ―             | ―                  | ―                  | 32    | 3     |
| Real Sociedad "B" · España      | 3.ª           | 2009-10       | 20    | 5     | ―             | ―             | ―                  | ―                  | 20    | 5     |
| Real Sociedad · España          | 2.ª           | 2008-09       | 5     | 0     | 0             | 0             | ―                  | ―                  | 5     | 0     |
| S. D. Eibar · España            | 2.ª B         | 2009-10       | 20    | 1     | 0             | 0             | ―                  | ―                  | 20    | 1     |
| S. D. Eibar · España            | Total club    | Total club    | 20    | 1     | 0             | 0             | 0                  | 0                  | 20    | 1     |
| Real Sociedad "B" · España      | 2.ª B         | 2010-11       | 32    | 3     | ―             | ―             | ―                  | ―                  | 32    | 3     |
| Real Sociedad "B" · España      | 2.ª B         | 2011-12       | 36    | 6     | ―             | ―             | ―                  | ―                  | 36    | 6     |
| Real Sociedad "B" · España      | Total club    | Total club    | 120   | 17    | 0             | 0             | 0                  | 0                  | 120   | 17    |
| Real Sociedad · España          | 1.ª           | 2012-13       | 6     | 0     | 1             | 0             | ―                  | ―                  | 7     | 0     |
| Real Sociedad · España          | 1.ª           | 2013-14       | 9     | 0     | 5             | 2             | 2                  | 0                  | 16    | 2     |
| Real Sociedad · España          | Total club    | Total club    | 20    | 0     | 6             | 2             | 2                  | 0                  | 28    | 2     |
| R. C. D. Mallorca · España      | 2.ª           | 2014-15       | 21    | 1     | 1             | 0             | ―                  | ―                  | 22    | 1     |
| R. C. D. Mallorca · España      | 2.ª           | 2015-16       | 15    | 2     | 1             | 0             | ―                  | ―                  | 16    | 2     |
| R. C. D. Mallorca · España      | Total club    | Total club    | 36    | 3     | 2             | 0             | 0                  | 0                  | 38    | 3     |
| Real Zaragoza · España          | 2.ª           | 2015-16       | 16    | 1     | 0             | 0             | ―                  | ―                  | 16    | 1     |
| Real Zaragoza · España          | 2.ª           | 2016-17       | 38    | 2     | 1             | 0             | ―                  | ―                  | 39    | 2     |
| Real Zaragoza · España          | 2.ª           | 2017-18       | 27    | 2     | 2             | 0             | ―                  | ―                  | 29    | 2     |
| Real Zaragoza · España          | 2.ª           | 2018-19       | 31    | 3     | 2             | 0             | ―                  | ―                  | 33    | 3     |
| Real Zaragoza · España          | 2.ª           | 2019-20       | 22    | 5     | 3             | 0             | ―                  | ―                  | 25    | 5     |
| Real Zaragoza · España          | 2.ª           | 2020-21       | 15    | 1     | 1             | 0             | ―                  | ―                  | 16    | 1     |
| Real Zaragoza · España          | 2.ª           | 2021-22       | 0     | 0     | 2             | 0             | ―                  | ―                  | 2     | 0     |
| Real Zaragoza · España          | Total club    | Total club    | 149   | 14    | 11            | 0             | 0                  | 0                  | 160   | 14    |
| S. D. Amorebieta · España       | 2.ª           | 2021-22       | 16    | 1     | ―             | ―             | ―                  | ―                  | 16    | 1     |
| S. D. Amorebieta · España       | Total club    | Total club    | 16    | 1     | 0             | 0             | 0                  | 0                  | 16    | 1     |
| C. D. Badajoz · España          | 1.ª F         | 2022-23       | 15    | 2     | ―             | ―             | ―                  | ―                  | 15    | 2     |
| C. D. Badajoz · España          | Total club    | Total club    | 15    | 2     | 0             | 0             | 0                  | 0                  | 15    | 2     |
| C. F. Rayo Majadahonda · España | 1.ª F         | 2022-23       | 18    | 1     | ―             | ―             | ―                  | ―                  | 18    | 1     |
| C. F. Rayo Majadahonda · España | 1.ª F         | 2023-24       | 0     | 0     | ―             | ―             | ―                  | ―                  | 0     | 0     |
| C. F. Rayo Majadahonda · España | Total club    | Total club    | 18    | 1     | 0             | 0             | 0                  | 0                  | 18    | 1     |
| Total carrera                   | Total carrera | Total carrera | 394   | 39    | 19            | 2             | 2                  | 0                  | 415   | 41    |